# Vyacheslav Prokopovych
Vyacheslav (Viacheslav) Kostyantýnovych Prokopóvych (en ucraniano: В'ячесла́в Костянти́нович Прокопо́вич) (1881, Kiev – 1942, Bessancourt) fue un político e historiador ucraniano.
Comenzando en 1905, fue un político del Partido Democrático Radical Ucraniano (PDRU), establecido en Kiev. Al final de Primera Guerra Mundial, se hizo miembro  del Partido Ucraniano de Socialistas-Federalistas (UPSF) y de la Rada Central. En 1918, sirvió como ministro de educación del gabinete de la República Popular Ucraniana (RPU), al mando de Vsévolod Holubóvych. El 26 de mayo de 1920, Vyacheslav Prokopóvych se convirtió en el primer ministro de la RPU hasta el 14 de octubre de 1920.
A comienzos de 1921, el gobierno se fue a exilio. El gabinete fue encabezado en dos ocasiones por Prokopóvych (de marzo a agosto de 1921, y de mayo de 1926 hasta octubre de 1939). En 1925-1939, fue también uno de los fundadores y editor jefe del semanario Trýzub, publicado en París.

## Referencias

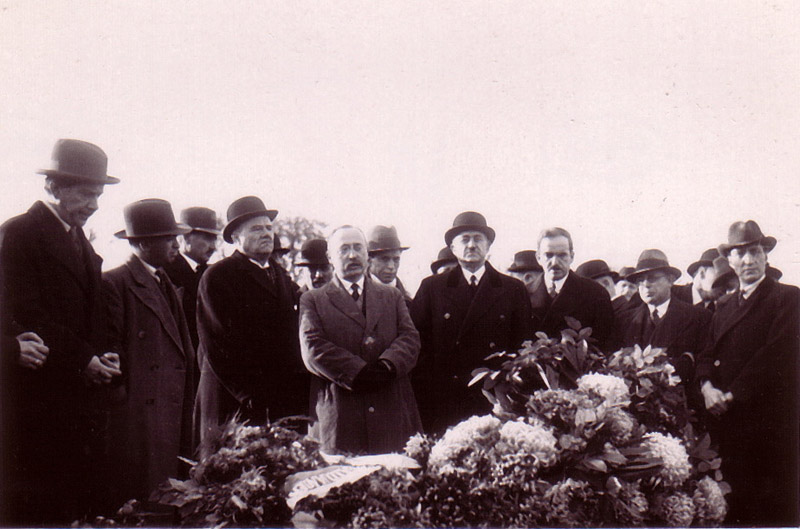
Vyacheslav Prokopóvych en el funeral de Alimardán bey Topchubáshov. París, 1934